# Калмиков Вадим Володимирович
Вадим Володимирович Калмиков (15 квітня 1964, Чистякове, Донецька область, Українська РСР — ) — український радянський та український легкоатлет-паралімпієць.

## Життєпис
Він представляв Радянський Союз на Літніх Паралімпійських іграх у Сеулі, беручи участь у чотирьох дисциплінах легкої атлетики і виборов 4 золоті медалі у всіх. Він був найуспішнішим радянським спортсменом на цих іграх. Оскільки це була перша і єдина участь Радянського Союзу в Літніх Паралімпійських Іграх, він став найуспішнішим радянським паралімпійцем. Як і всі радянські спортсмени, він змагався у змаганнях для людей із вадами зору; категорія «В2» позначає важкі порушення зору, що не відповідають загальній сліпоті.
Після дванадцятирічної відсутності він лише один раз повернувся на Ігри, приєднавшись до Делегації України У Сіднеї. Він посів шосте місце в потрійному стрибку, але завоював бронзову медаль у п'ятиборстві.